# Oxychilus miceui
Oxychilus miceui Martins, 1989 é uma espécie de gastrópode da família Oxychilidae, endémica dos Açores.